# Bunny toréador
Pour plus de détails, voir Fiche technique et Distribution.
Bunny toréador (Bully for Bugs) est un cartoon Looney Tunes réalisé par Chuck Jones en 1953 mettant en scène Bugs Bunny.
Alors qu'il est en route pour la Grande fête de la carotte qui doit avoir lieu à la vallée de Coachella, Bugs Bunny atterrit dans une arène entre un taureau et un matador terrifié. Ce dernier s'enfuyant à toutes jambes, c'est le lapin qui se retrouve face au taureau.

## Synopsis
Se dirigeant vers la vallée de Coachella pour le "grand festival de la carotte", Bugs Bunny se perd et erre dans une arène mexicaine au milieu d'une corrida entre Toro le taureau et un matador très effrayé. Bugs regarde sa carte et déclare: "Je savais que j'aurais dû prendre à gauche à la sortie de Chicago". Alors qu'il demande au matador des directions, le matador s'échappe dans les gradins, laissant Bugs se débrouiller seul contre Toro. Après avoir irrité Bugs et reçu une gifle pour avoir "lu par dessus son épaule", Toro aiguise les pointes de ses cornes comme des queues de billard et éjecte le lapin hors de l'arène. Alors qu'il navigue dans les airs, un Bugs furieux décide de se venger de Toro et prononce son autre vers célèbre : "ça ressemble à une déclaration de guerre".
Toro reçoit ses applaudissements pour avoir revendiqué sa dernière victime (et pousse une perle sur un fil de score, comme au billard), mais cela est de courte durée car Bugs rentre dans l'arène en tenue de matador. Bugs bat Toro en utilisant une enclume cachée derrière sa cape. Alors que Toro est encore étourdi par sa collision et accompagné d'un trait de soulignement animé de "La Cucaracha", Bugs fait suivre le taureau par la cape jusqu'à un bouclier de taureau; Les cornes de Toro le transpercent. Bugs plie les cornes comme des clous et, pensant tenir Toro à distance, se moque de lui en utilisant des jeux de mots ("Quel abruti, oh non vraiment il est trop bête"), ignorant que le taureau peut détacher ses cornes et contre-attaque. Toro frappe Bugs sur la tête, ce qui l'assomme.
Pendant que Toro aiguise ses cornes, Bugs l'interrompt en plaçant un élastique autour des cornes et en l'utilisant comme une fronde géante pour le frapper au visage avec un rocher. Alors que Bugs accepte les félicitations de la foule, Toro charge, attrapant le lapin dans le postérieur et le poussant à travers un mur. Bugs revient alors, cette fois portant un grand sombrero, faisant une petite danse et giflant Toro au visage au rythme de "Las Chiapanecas". Toro essaie d'aller vers lui deux fois mais est giflé à chaque fois. Bugs danse plus, puis il disparaît sous le sombrero, mais pas avant d'avoir klaxonné le nez de Toro.
Alors que Toro aiguise une fois de plus ses cornes (cette fois avec un visage en colère), Bugs a préparé un piège pour le taureau, composé d'un fusil à pompe à double canon caché derrière la cape. Toro charge la cape et d'une manière ou d'une autre, le fusil de chasse précédemment dans la main de Bugs entre dans le corps de Toro et remplit sa queue. Lorsqu'il donne un petit coup de queue et qu'elle touche le sol, une balle part de chacune de ses cornes, une à la fois. Profitant de cela, Toro poursuit Bugs, lui tirant dessus, mais finit par manquer de balles. Toro "recharge" en avalant plusieurs "balles pour éléphant" (avec des têtes explosives), mais lorsqu'il tente de tirer à nouveau, il explose à la place.
Bugs se moque une fois de plus de Toro en l'appelant, entre autres, un "im-bess-ile", mais se rend compte qu'il est piégé devant des portes barrées. Alors que Toro se précipite vers lui, Bugs fait semblant d'attendre une mort certaine (en écrivant un testament et en faisant ses prières), et à la dernière seconde, ouvre les portes comme une porte de garage, envoyant Toro hors de l'arène et à l'horizon. Furieux, Toro se précipite vers l'arène, sans s'attendre à ce que Bugs ait mis sur son chemin une touche de graisse bien grasse, un tremplin et quelques plates-formes, à la Rube Goldberg. La graisse et le tremplin envoient Toro dans les airs au-dessus d'un pinceau de colle, d'une feuille de papier de verre, d'une allumette saillante et d'un baril de TNT qui explose lorsque Toro passe à côté. Toujours en l'air et sous le choc, Toro s'écrase finalement sur un bouclier de taureau en bois.
Le dessin animé se termine avec l'arrière-train du taureau inconscient qui sort du bouclier, et Bugs, victorieux, tenant la cape avec les mots "THE END" écrits dessus.